# 霍洛夫內

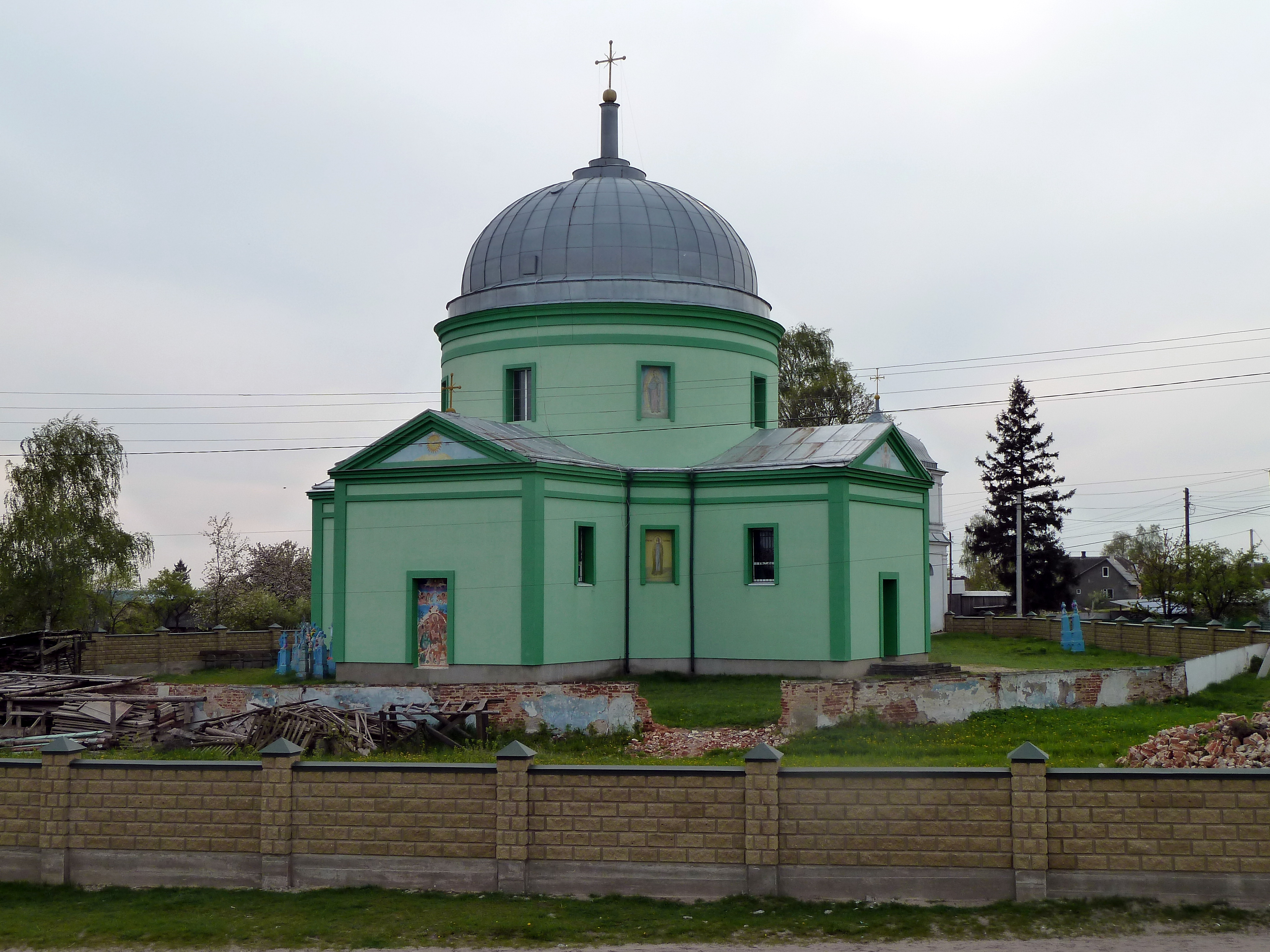
教堂

霍洛夫內（羅馬化：Holovne）是烏克蘭西北部沃倫州科韋利區霍洛夫内市镇的鎮及行政中心。處於柳博姆利以北15公里，始建於1510年，面積6.03平方公里，海拔高度205米，2011年人口3,055，人口密度每平方公里506.6人。